# Christina of Mar

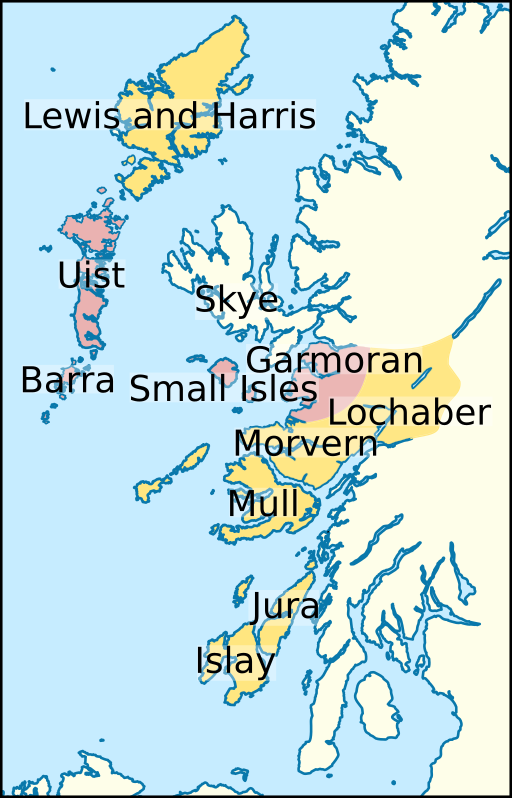
Die westschottischen Inseln im 14. Jahrhundert. Rot die Besitzungen der Macruaries.

Christina of Mar (auch Christian; Christina Macruarie oder Christina of the Isles) († nach 1324) war eine schottische Adlige.

## Herkunft und Heirat
Christina entstammte der Familie Macruarie, einer Adelsfamilie mit Besitzungen in Nordwestschottland. Sie war offenbar das einzige überlebende eheliche Kind von Alan of Garmoran. Deshalb erbte sie nach dem Tod ihres Vaters nach 1286 dessen nordschottische Besitzungen, wozu Garmoran mit Knoydart, Moidart, Arisaig sowie die Inseln Rùm, Eigg, Uist und Barra gehörten. Christina wurde mit Duncan, einen jüngeren Sohn von Donald, 6. Earl of Mar verheiratet. Durch die Heirat gerieten die Inseln unter den Einfluss des Earls of Mar, der ein Rivale der mächtigen Familie Comyn war. Ihr Ehemann war ein Bruder der ersten Frau von Robert Bruce und ein Schwager von dessen Schwester Christian Bruce, so dass die Macruaries nun die Familie Brus unterstützten.

## Rolle während des Schottischen Unabhängigkeitskriegs
Ab 1296 kam es während des Schottischen Unabhängigkeitskriegs in Nordschottland zu heftigen Auseinandersetzungen zwischen den rivalisierenden Adelsfamilien, an denen Christinas Halbbrüder Lachlan und Ruairi führend beteiligt waren. Robert Bruce erklärte sich 1306 zum König der Schotten und setzte so den Kampf gegen die englische Besatzung fort. Er wurde jedoch geschlagen und musste im Herbst 1306 vor den Engländern auf die westschottischen Inseln flüchten. Dort fand er bei Christina Zuflucht, die ihn mit Schiffen und Kriegern unterstützte. Mit ihrer Hilfe konnte er eine Streitmacht sammeln, mit der er Anfang 1307 nach Schottland zurückkehrte. Bis Ende 1308 konnte Bruce weite Teile Schottlands unter seine Kontrolle bringen.

## Erbstreit mit ihrem Neffen Ranald
Nach 1308 überließ Christina ihrem Halbbruder Ruairi ihre Herrschaft Garmoran. Ruairi wurde damit von einem Seeräuber zum Kronvasallen. Christinas gleichnamiger Sohn Ruairi heiratete eine Tochter seines Onkels Ruairi, wobei festgelegt wurde, dass er sein Erbe würde, falls sein Onkel ohne männliche Nachkommen sterben sollte. Robert Bruce bestätigte Ruairi die Übertragung von Garmoran. Auch Lachlan bestätigte die Erbfolge von Christinas Kindern und versprach dem König, ihn mit Langschiffen zu unterstützen. Christinas Bruder Ruairi starb vermutlich 1318. Da er aber einen Sohn, Ranald, hatte, trat dieser sein Erbe an. Christina akzeptierte dies jedoch nicht und vermachte zwischen 1321 und 1324 Garmoran an Arthur Campbell, einen Sohn von Sir Arthur Campbell. Damit enterbte sie ihren Neffen Ranald, der nun offenbar gegen seine Tante rebellierte. Daraufhin erklärte ein Parlament in Scone am 27. März 1325 Ranalds Rechte für verwirkt. Wie der weitere Streit verlief, ist unbekannt. Bis 1333 kam Ranald offenbar wieder in den Besitz seines Erbes und galt als rechtmäßiger Lord of Garmoran.

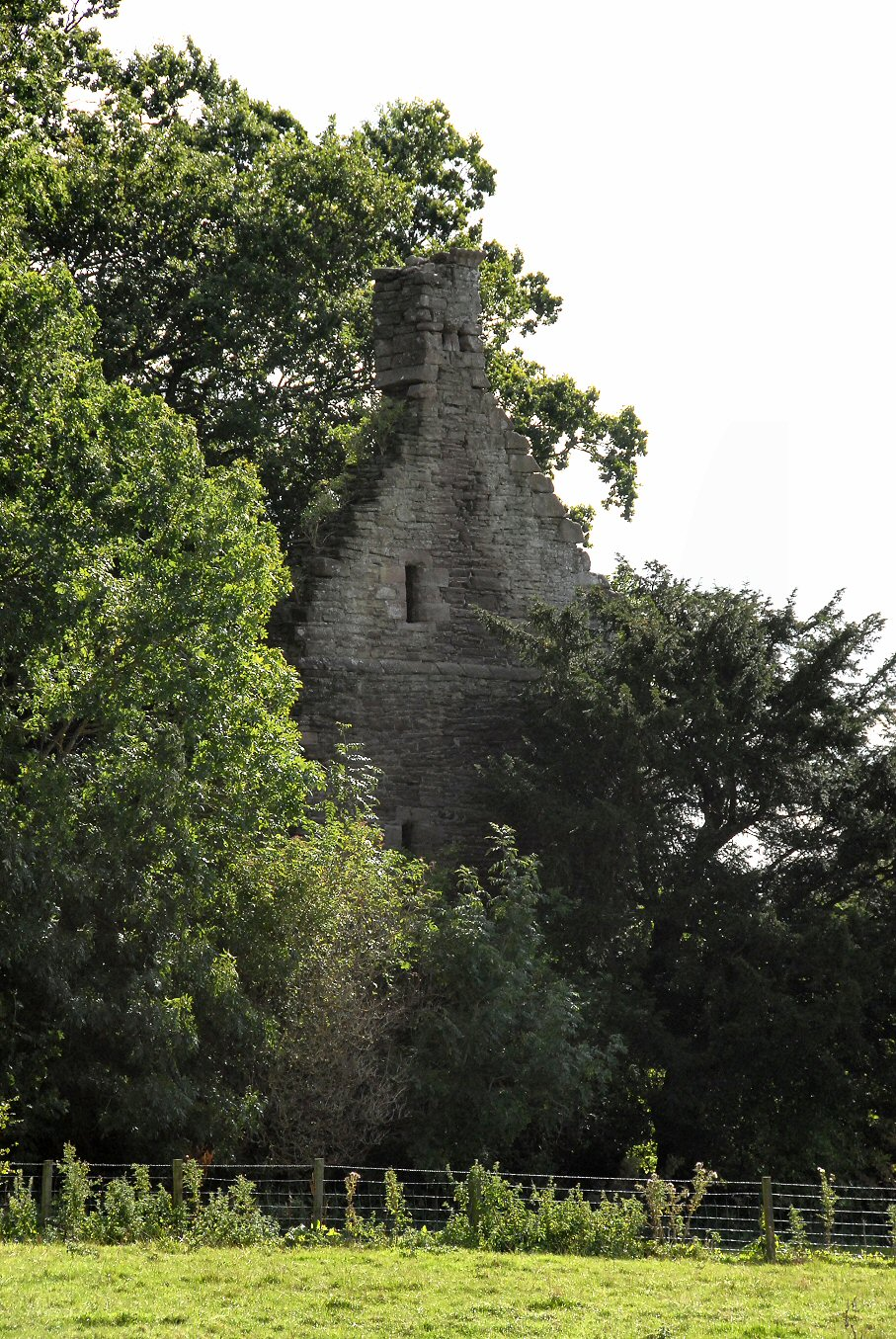
Von der von Christina geförderten Inchaffray Abbey sind nur Ruinen erhalten

Christina hatte nach 1306 eine Landschenkung zugunsten von Inchaffray Abbey gemacht, der auch Bruce verbunden war.